# Бозон I (граф Провансу)
Бозон I (фр. Boson Ier; бл. 895–936) — граф Арлю і Авіньйону в 931—936 роках (як Бозон V), граф Провансу (як Бозон I).

## Життєпис
Походив з династії Бургундських Бозонідів (Бівінідів). Третій син Річарда I, герцога Бургундії, і Аделаїди Вельф. Народився близько 895 року. Піднесення статусу почалося після сходження його старшого брата Рауля на трон Західнофранкського королівства. 921 року Бозон отримав графство Вітрі. Згодом стає світським абатом монастиря Св. Гудольфа в Муаєнмутьє і абатства Св. Петра в Ремірмоні (Вогези).
923 року звитяжив під час походу короля Рауля до Лотарингії. Ймовірно за наказом останнього вбив хворого Ріхвіна, графа Вердену, якого підозрювали у зраді Західнофранкського королівства. Невдовзі було захоплено фортецю Верден. Між 924 та 928 роками оженився з представницею Прованських Бозонідів.
925 року обороняв Верден і Мец від вторгнення військ Генріха I, короля Східнофранкського королівства. Останньому допомагав Оттон, син вбитого графа Ріхвіна Верденського. Бозон запекло оборонявся, але зрештою 928 року змушений був здати останню фортецю Дурофостум на Маасі.
929 року захопив абатство Нотрдам-де-Шаллес, яке належало Гуго, маркізу Нейстрії. Союзник останнього граф Герберт II де Вермандуа взяв в облогу резиденцію Бозона — Вітрі-ан-Пертуа, де той тримався до укладання миру на умовах статус-кво.
930 року уклав союз з Гуго, маркізом Нейстрії, та Гізельбертом, герцогом Лотарингії, проти графа Вермандуа. В 931 Бозон спільно з братом-королем Раулем й своїми союзниками вдерся до Реймсу, вигнавши звідти архієпископа Реймського Гуго, брата Герберта II де Вермандуа. Останній змушений віддати їм Вітрі, Лан, Шато-Тьєррі та Суассон, але, діставши допомогу Генріха I, короля Східнофранкської держави, спустошив області навколо Реймса та Лана. Зрештою сторони замирилися.
931 року Бозон після смерті тестя разом з дружиною успадкував графства Арлю і Авіньйону. Першим став вживати титул графа Провансу замість префекта або герцога Провансу, що було до того поширено.
Помер 935 або 936 року, його поховано в абатстві Сен-Ремі у м. Реймс. Володіння перейшли до брата дружини Бозона — Ротбальда — при регентстві Гуго, брата Бозона I.

## Родина
Дружина — Берта, донька маркграфа Бозона Тосканського
Висловлюється думка, що Ротбальд I, граф Арлю, був його сином. В такому разі він іншої дружини, ніж Берта, але це сумнівно.